# Villa Las Estrellas

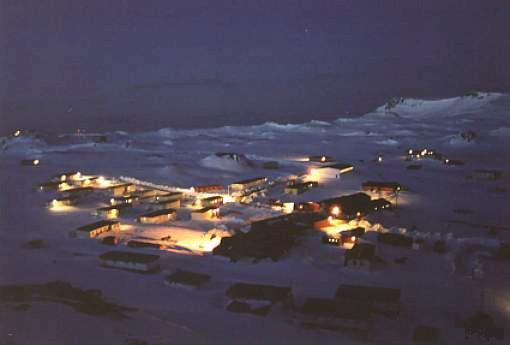
Vista noturna da Villa Las Estrellas

A Vila das Estrelas (em castelhano:Villa Las Estrellas) é uma cidade e estação de pesquisa chilena na comuna Antártica, na província da Antártica Chilena, na região de Magalhães e Antártica Chilena. Localiza-se na Base Presidente Eduardo Frei Montalva, uma base militar, na Ilha do Rei George.

## Galeria

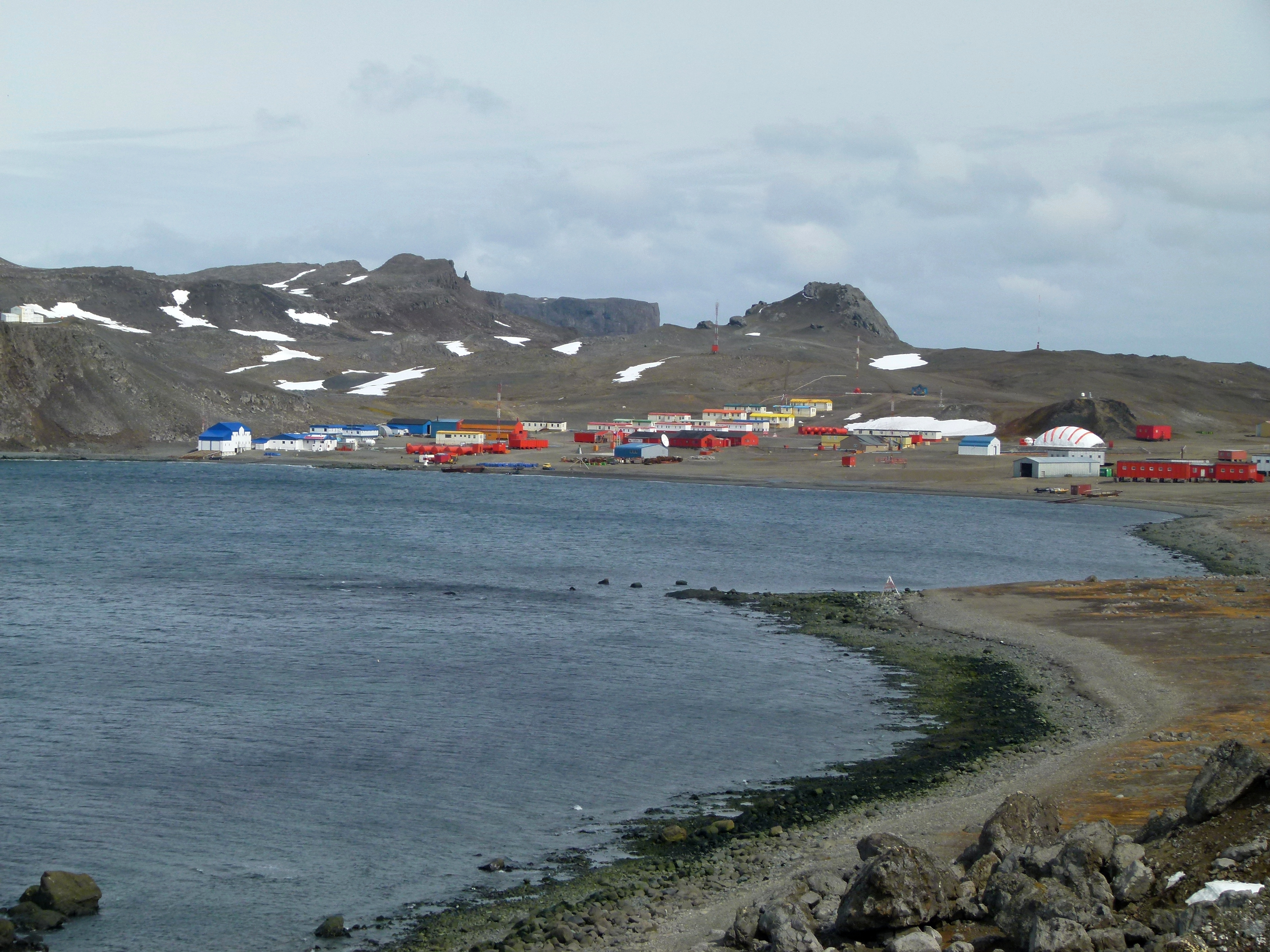
Vista da localidade em 2011.
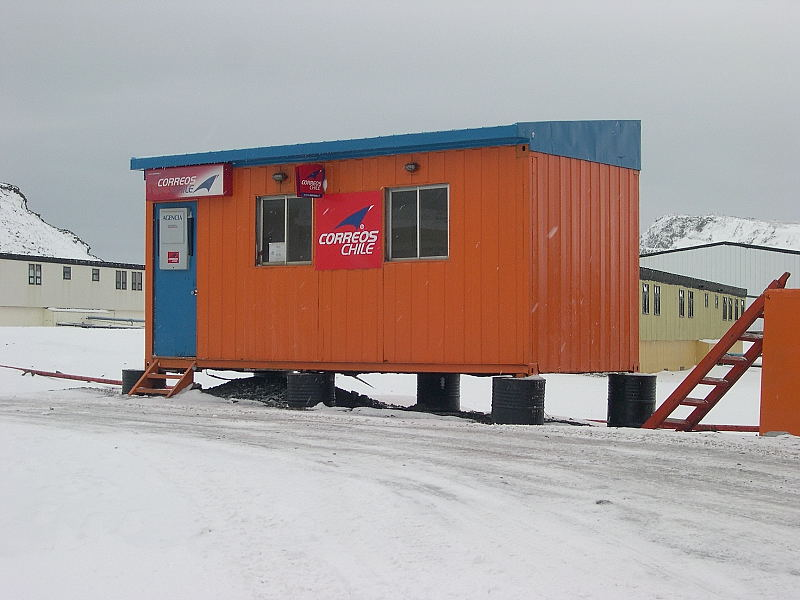
Posto do Correos Chile.
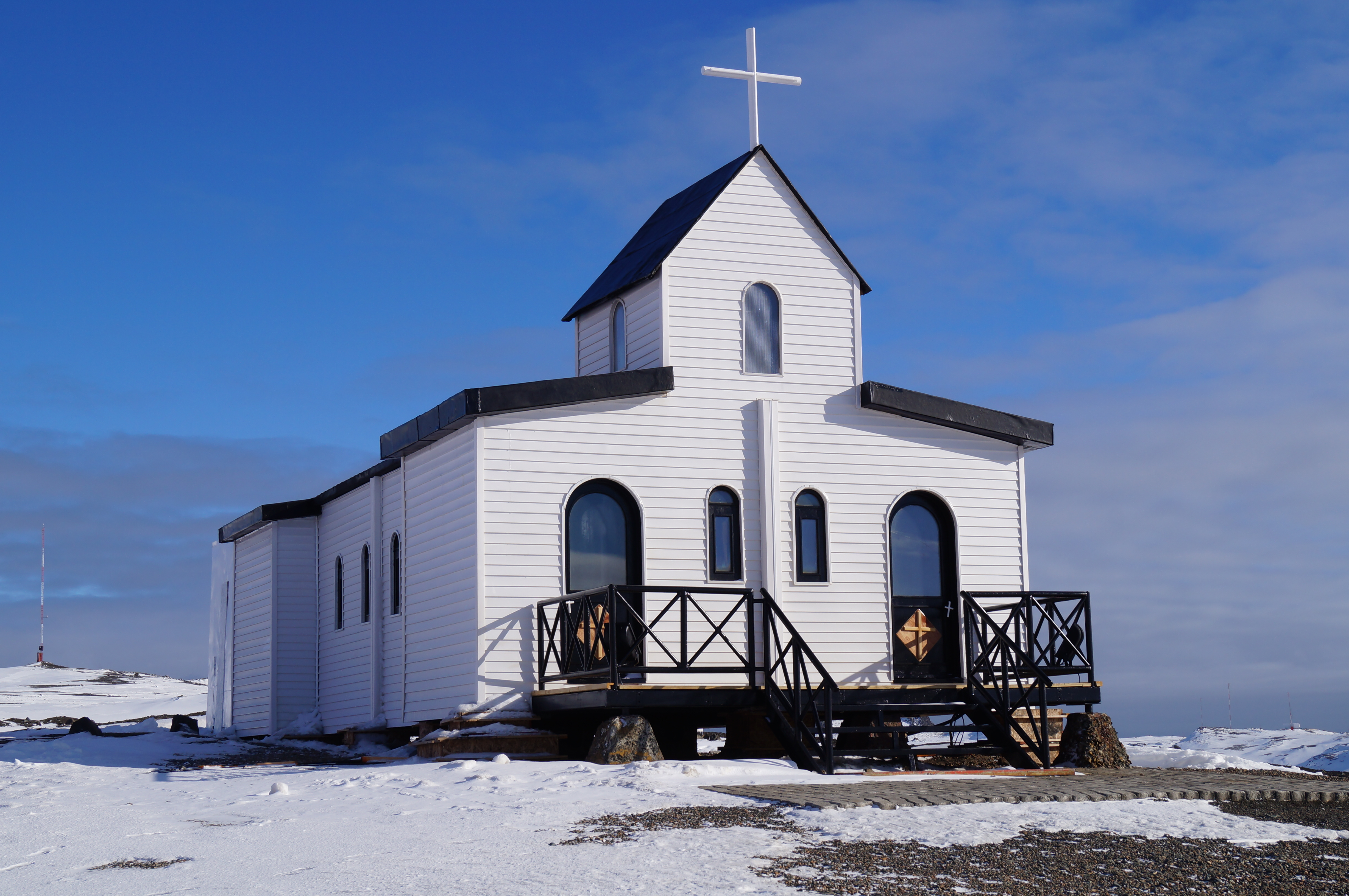
Capela de Santa Maria Rainha da Paz.